# Timbulharjo
Timbulharjo is een bestuurslaag in het regentschap Bantul van de provincie Jogjakarta, Indonesië. Timbulharjo telt 20.859 inwoners (volkstelling 2010).